# Hamburger Kaffeemühle

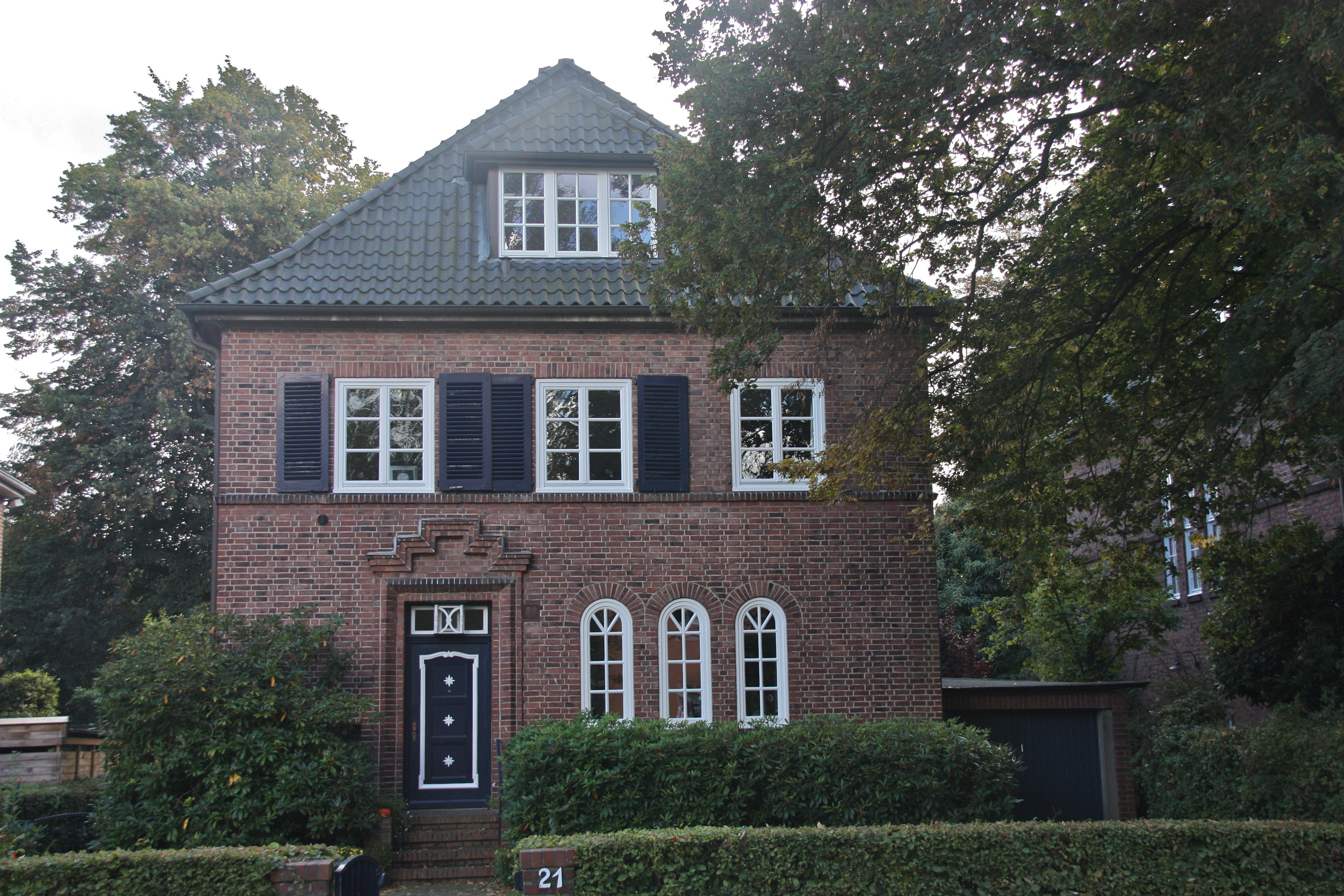
Klassische Hamburger Kaffeemühle in Hamburg-Groß Flottbek

Hamburger Kaffeemühle ist die umgangssprachliche Bezeichnung für ein freistehendes Haus, das in einem für Hamburg typischen Baustil erbaut wurde.

## Merkmale
Wesentliches Merkmal einer Hamburger Kaffeemühle ist der annähernd quadratische Grundriss, der zu einer würfelartigen Form des Hauses führt. In der Regel ist sie zweigeschossig und ein steiles Zelt- oder Walmdach bildet den Abschluss. Viele Hamburger Kaffeemühlen haben zudem einen Erker, auf dem sich ein Balkon befindet. Dieser erinnert an die herausziehbare Schublade einer echten Kaffeemühle, was zusammen mit der Würfelform dem Baustil seinen Namen gab.
Weitere oft anzutreffende Merkmale sind symmetrisch angeordnete Fenster, geklinkerte (oder verklinkerte) Fassaden und ein zentraler Bauwerkskamin.

## Geschichte
Hamburger Kaffeemühlen waren Ausdruck der neuen Schlichtheit, die in 1920er und 1930er Jahren populär wurde und den Jugendstil ablöste. Besonders in den Hamburger Villen-Vororten ließen hanseatische Kaufleute ihre Stadtvillen in diesem geradlinigen, schnörkellosen Baustil errichten.
Aber auch in der heutigen Zeit erfreuen sich Hamburger Kaffeemühlen wieder steigender Beliebtheit.

## Galerie

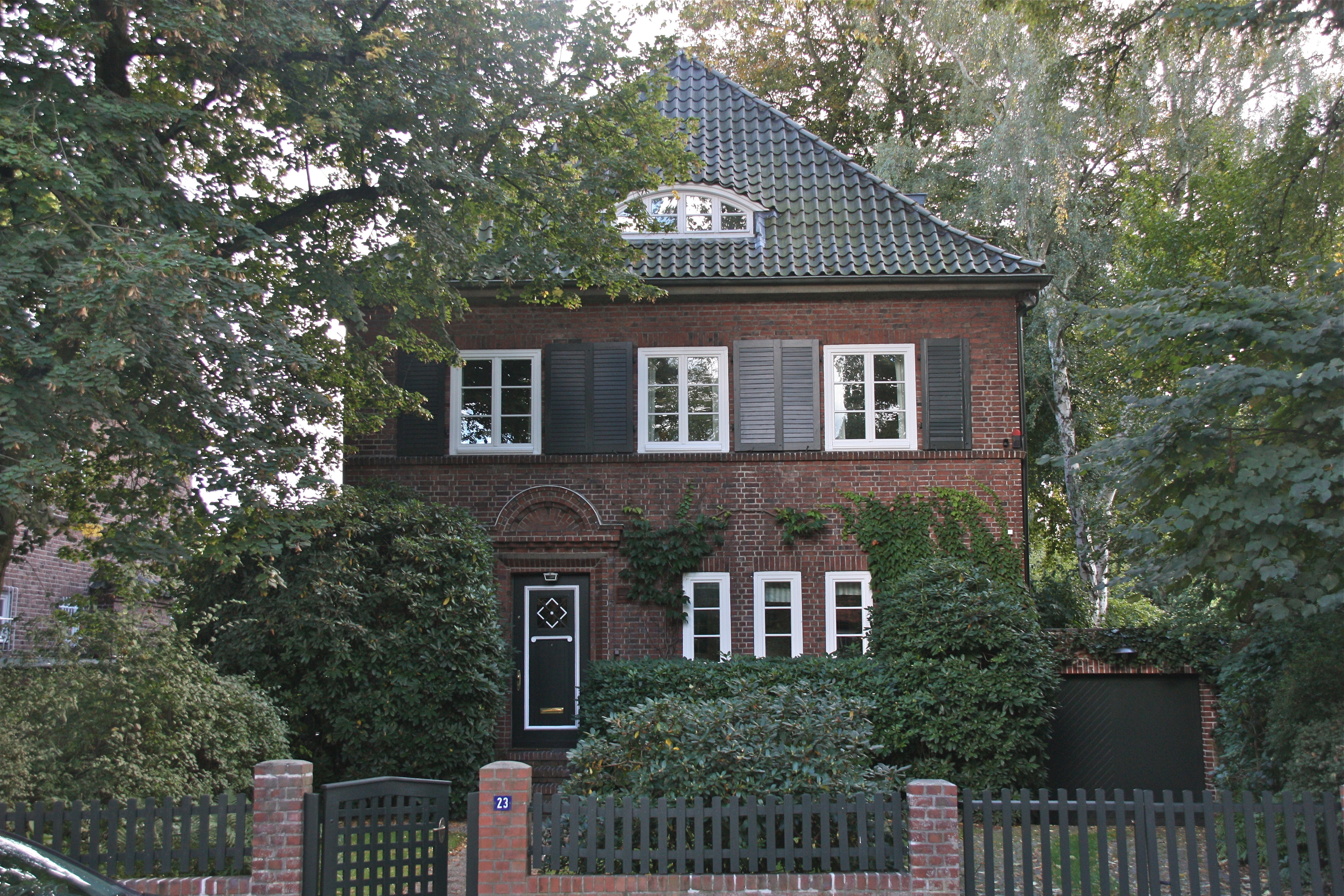
Hamburger Kaffeemühle in Hamburg-Groß Flottbek
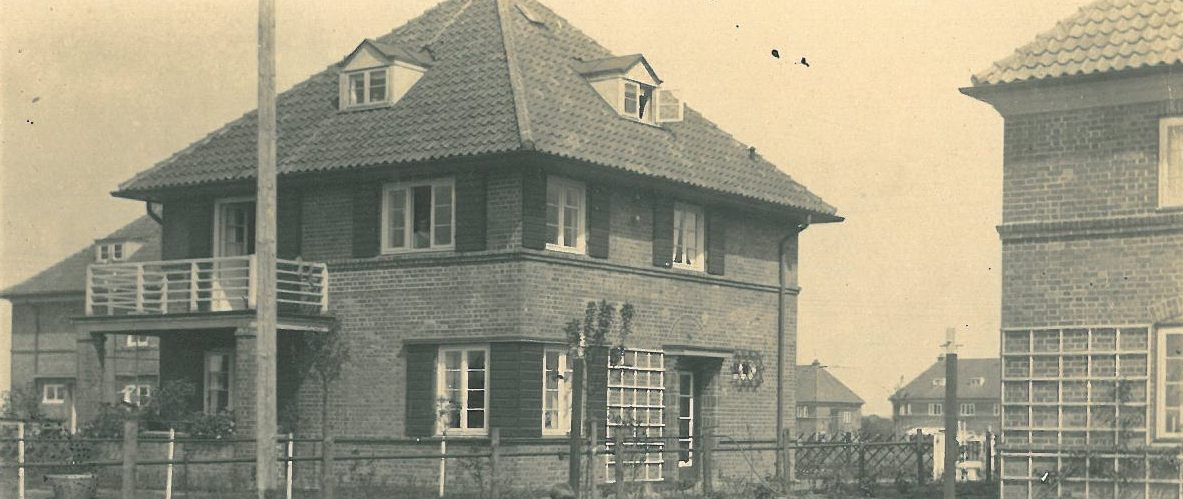
Historisches Foto von einer Hamburger Kaffeemühle in Hamburg-Bergstedt (Baujahr ca. 1930)
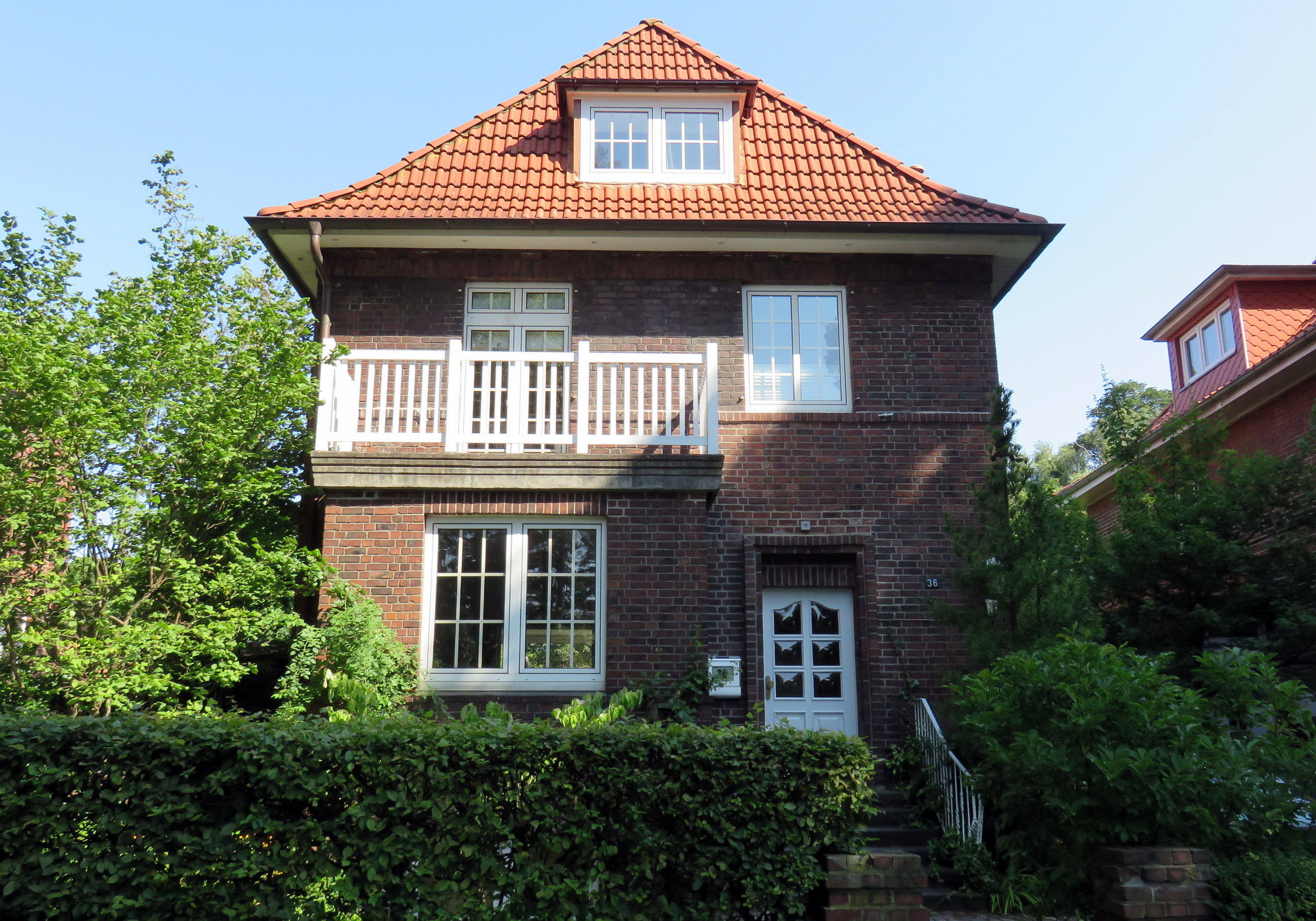
Hamburger Kaffeemühle in Hamburg-Fuhlsbüttel mit Vorbau und Balkon (Baujahr 1937)
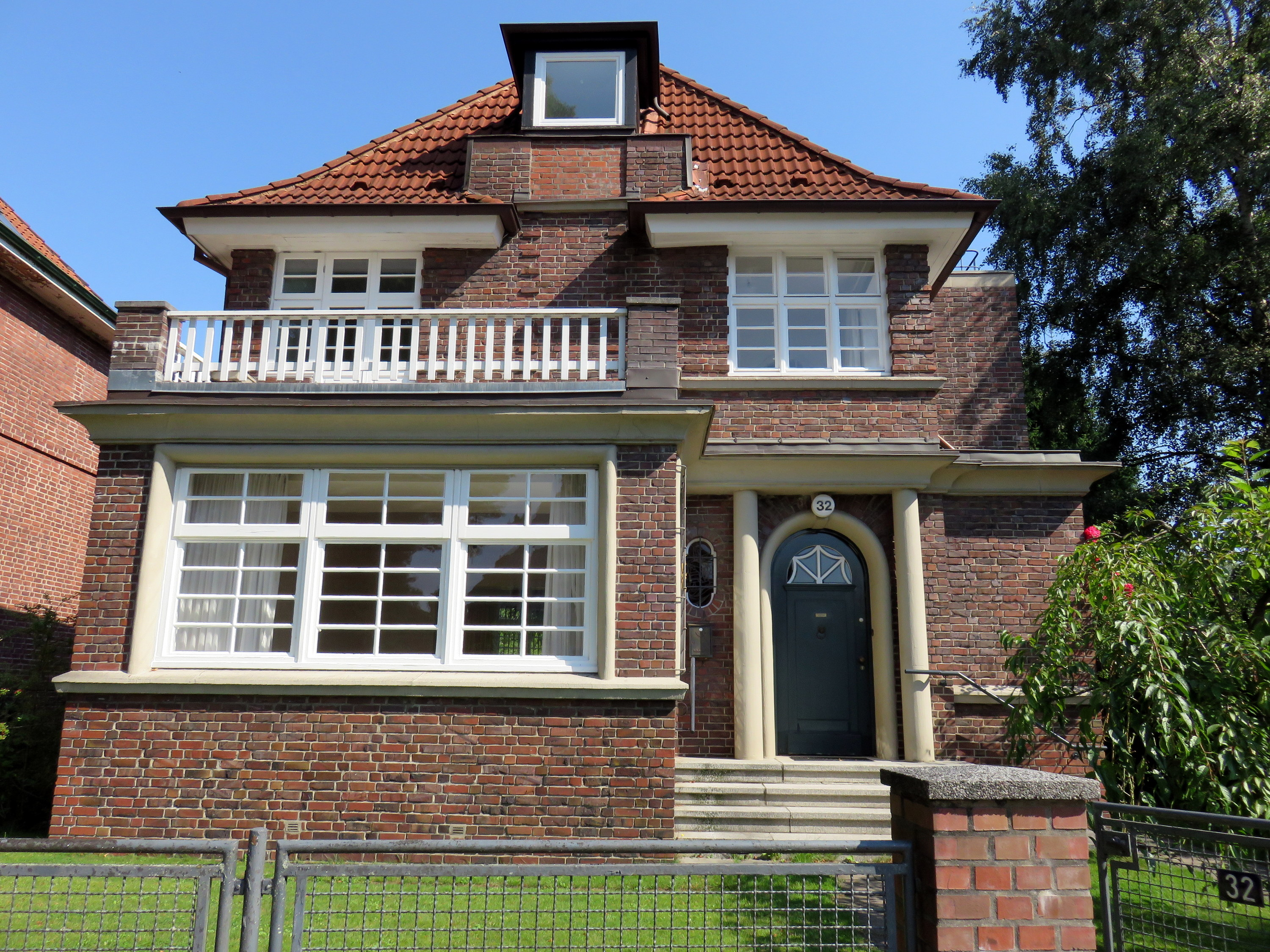
Hamburger Kaffeemühle in Hamburg-Fuhlsbüttel mit Balkon und weiteren Anbauten (Baujahr 1927)